# Клепиково (Тюменская область)
Клепиково — село в Ишимском районе Тюменской области России. Административный центр Клепиковского сельского поселения.

## История
До 1917 года входила в состав Ларихинской волости Ишимского уезда Тюменской губернии. По данным на 1926 год состояла из 221 хозяйства. В административном отношении являлась центром Клепиковского сельсовета Ларихинского района Ишимского округа Уральской области.

## Население
| 2010 |
| ---- |
| 856  |

По данным переписи 1926 года в селе проживало 1141 человек (539 мужчин и 602 женщины), в том числе: русские составляли 100 % населения.
Согласно результатам переписи 2002 года, в национальной структуре населения русские составляли 82 % из 879 чел.